# Que sea rock (película)
Que sea rock! es un documental sobre la escena del rock argentino de la época, que incluye entrevistas, recitales y detrás de escena de las bandas más importantes de ese momento. El film es históricamente importante porque dejó un testimonio audiovisual de cómo era la primerísima escena del rock argentino post-Cromañón. Fue estrenado el 7 de septiembre de 2006.

## Sinopsis
Este documental musical continúa una saga que ya contaba con dos clásicos del género: Rock hasta que se ponga el sol de Aníbal Uset de 1972 y Buenos Aires Rock de Héctor Olivera de 1983; ambas producidas por Aries Cinematográfica Argentina.
En este caso se trata de un viaje al mundo visible y oculto de la escena del rock argentino en la primera época post-Cromañón, que no sólo incluye los temas musicales más populares de los solistas y conjuntos participantes sino que también es una verdadera incursión al mundo privado de los artistas, cómo compusieron, dónde y cómo vivieron, cómo llegaron al estrellato y cuáles fueron sus sueños.
La película fue filmada en los festivales Siempre Rock, en la ciudad de Cosquín, Pepsi Music en el estadio de Obras y en las distintas locaciones de la ciudad de Buenos Aires, Rosario, Córdoba, Santa Fe y Montevideo (Uruguay).

## Elenco
- Los Piojos
- Charly García
- León Gieco
- Andrés calamaro
- Gustavo Cerati
- Fito Paez
- Gustavo Santaolalla
- Almafuerte
- Árbol
- Attaque 77
- Babasónicos
- Bersuit Vergarabat
- Catupecu Machu
- Intoxicados